# Bengkulu (provincie)
Bengkulu (Bangka Ulu, Benkulen) este o provinvie situată pe coasta de sud-vest a insulei Sumatra, Indonezia. Capitala provinciei este orașul cu același nume.

## Date geografice
Pe lângă o fâșie îngustă de pe coasta Sumatrei, provincia mai cuprinde și munții  Barisan care se întind de-a lungul insulei ca și insula  Enggano din apropiere.

## Istoric
Compania britanică a Indiilor Răsăritene după ce în 1682 au fost izgonită din Banten a întemeiat în anul 1685 în Bengkulu un punct comercial numit  Bengcoolen. In 1714 este construit Fort Marlborough, unde în 1817 devine „Thomas Stamford Raffles” guvernator. Din anul 1825 provincia aparține Olandei, iar din anul 1949 devine provincie independentă a Indonezie.

## Economie și turism
Din timpurile coloniale s-a exploatat deja în regiune cărbuni și aur. Printre plantațiile principale se numără culturile de ingwer, piper, cocos și cafea. Turismul în ultimul timp a cunoscut o perioadă de dezvoltare.

## Religie
Un procent de 90 % din populație sunt musulmani, 7 % hindu, iar restul o constituie creștinii și animiștii.